# 沙赫塔爾斯凱 (沃倫州)
50°43′51″N 24°7′56″E / 50.73083°N 24.13222°E
沙赫塔爾斯凱（烏克蘭語：Шахтарське）是烏克蘭的村落，位於該國西部沃倫州，由沃洛德米爾區波羅米夫市鎮負責管轄，始建於1964年，面積9.25平方公里，海拔高度222米，2001年人口116，人口密度每平方公里12.54人。